# Château de Pierrefonds

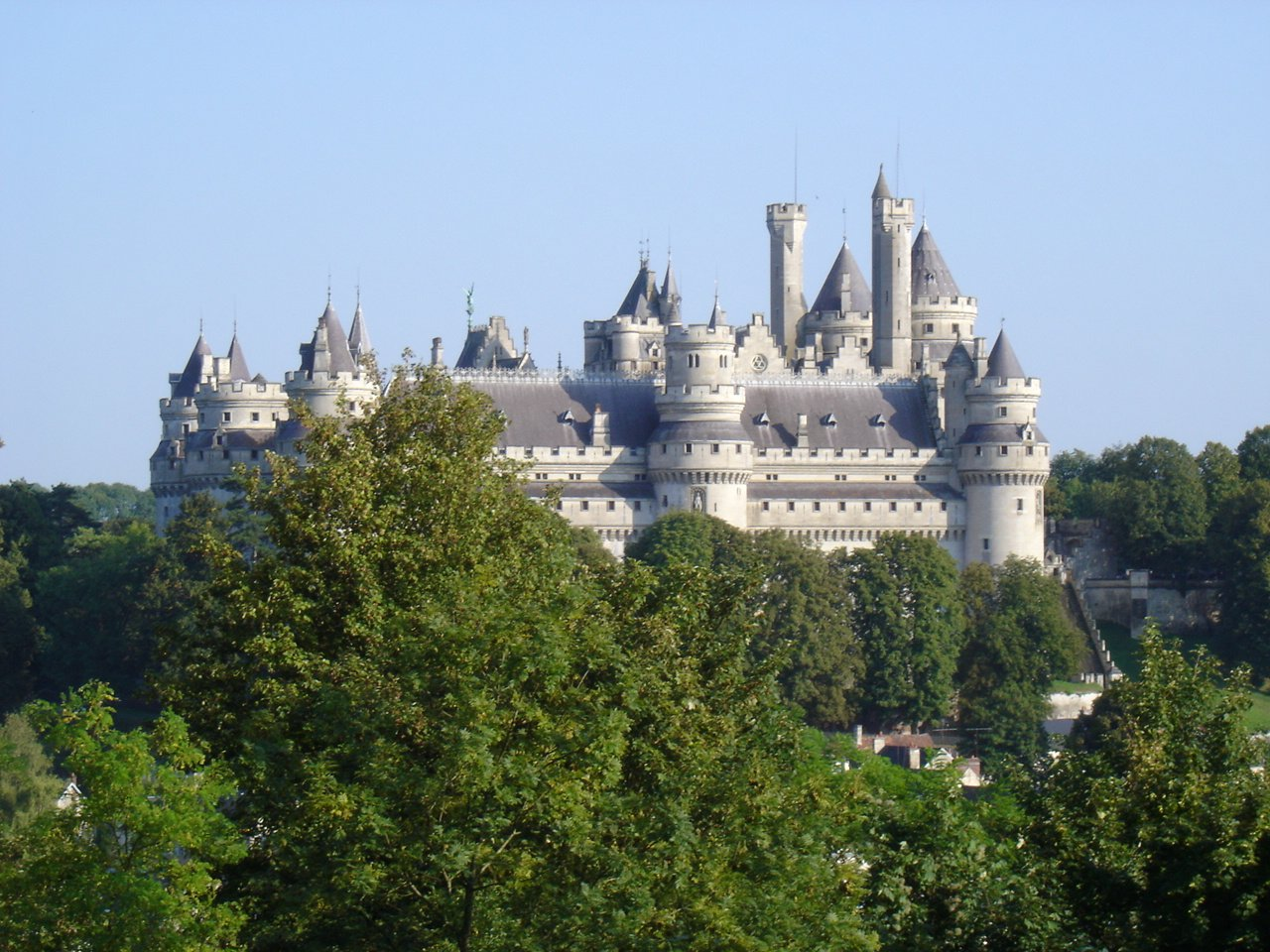
Château de Pierrefonds

Château de Pierrefonds är ett slott i kommunen Pierrefonds i departementet Oise i Frankrike. Det ligger vid det sydöstra hörnet av Compiègneskogen norr om Paris, mellan Villers-Cotterêts och Compiègne.
Slottet uppvisar typiska inslag av medeltida befästningsteknik, även om slottet genomgick en omfattande restaurering under 1800-talet.

## Historik
Redan under 1100-talet uppfördes ett slott på platsen. År 1392 gjordes området Valois om till ett hertigdöme för Huset Valois av Karl VI av Frankrike som gav det som förläning till sin bror Louis, hertig av Orléans. Mellan 1393 och 1407, då hertig Louis avled, lät denna bygga om slottet efter ritningar av hovarkitekten Jean le Noir.
I mars 1617, under den första och skakiga perioden av Ludvig XIII av Frankrikes styre, ägdes slottet av François-Annibal d'Estrées (bror till Gabrielle d'Estrées). Han anslöt sig till parti des mécontents, lett av Henrik II av Bourbon. Under d'Estrées tid intogs slottet av dåvarande krigsministern och kardinalen Richelieus trupper. Man började riva slottet, men fick ge upp eftersom arbetet visade sig bli oerhört omfattade. De yttre försvarsverken revs, taken förstördes och stora hål togs upp i tornen och i kurtinerna.
Slottet låg i ruiner i mer än två århundraden. År 1810 köpte Napoleon I det för en summa mindre än 3000 franc. Under 1800-talet uppmärksammades det arkitektoniska arv som medeltiden lämnat efter sig och slottet blev en "romantisk" ruin: i augusti 1832 gav Ludvig Filip I av Frankrike en bankett på slottet med anledning av bröllopet mellan dennes dotter Louise och Leopold I av Belgien. Flera konstnärer, däribland Camille Corot, avbildade slottet mellan 1834 och 1866. Franska kulturdepartementet har klassat slottet som kulturhistoriskt minnesmärke, monument historique, sedan 1848.
År 1850 besökte Louis-Napoléon Bonaparte, sedermera Napoleon III, slottet. I egenskap av kejsare uppdrog han 1857 åt arkitekten Eugène Viollet-le-Duc att restaurera slottet. Ursprungligen skulle endast de beboeliga delarna av slottet restaureras, medan de ruiner som låg framför dessa skulle bevaras som de var. År 1861 växte projektet: kejsaren ville nu att hela slottet skulle bli en värdig bostad, vilket skulle medföra en total ombyggnad. Kostnaden skulle uppgå till fem miljoner franc, varav fyra miljoner skulle komma från apanage. År 1885, sex år efter Viollet-le-Ducs död stoppades projektet slutgiltigt. Napoleons maktfrånfälle hade redan tidigare fått projektet att stanna av och medel till att färdigställa restaureringen saknades. Interiören var inte klar och Viollet-le-Duc hade skapat en egen bild av hur det skulle kunna ha sett ut inomhus, snarare än att ha gått efter tillgängliga historiska källor. Å andra sidan hade han i de exteriöra arbeten visat en mycket ingående kunskap om medeltida befästningsteknik.

## Media
Slottet har ofta använts som inspelningsplats för filmer och TV-serier, till exempel Visitörerna, Merlin och Jeanne d'Arc.

## Galleri

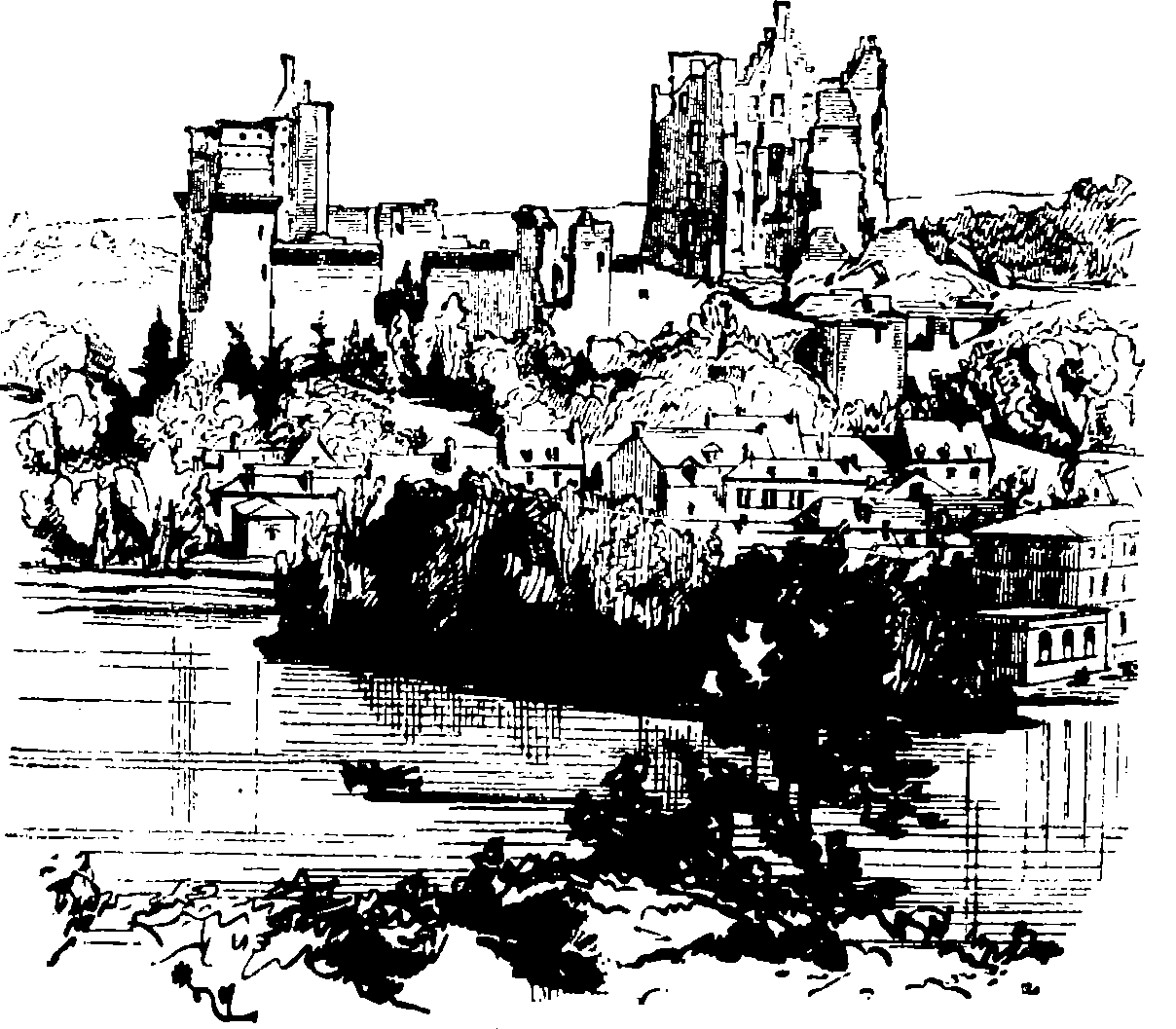
Slottet före restaurationen
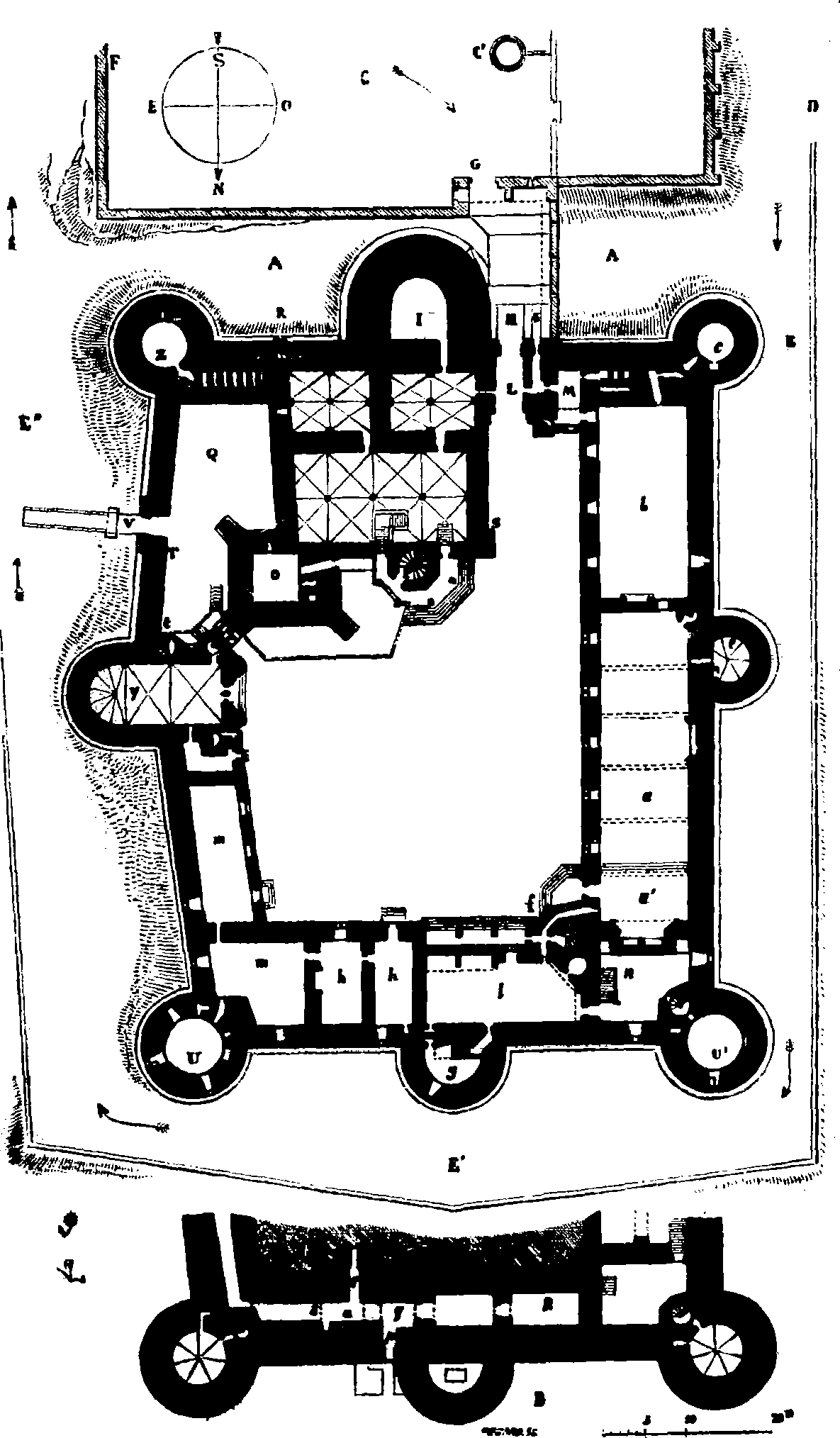
Planritning över det nuvarande slottet
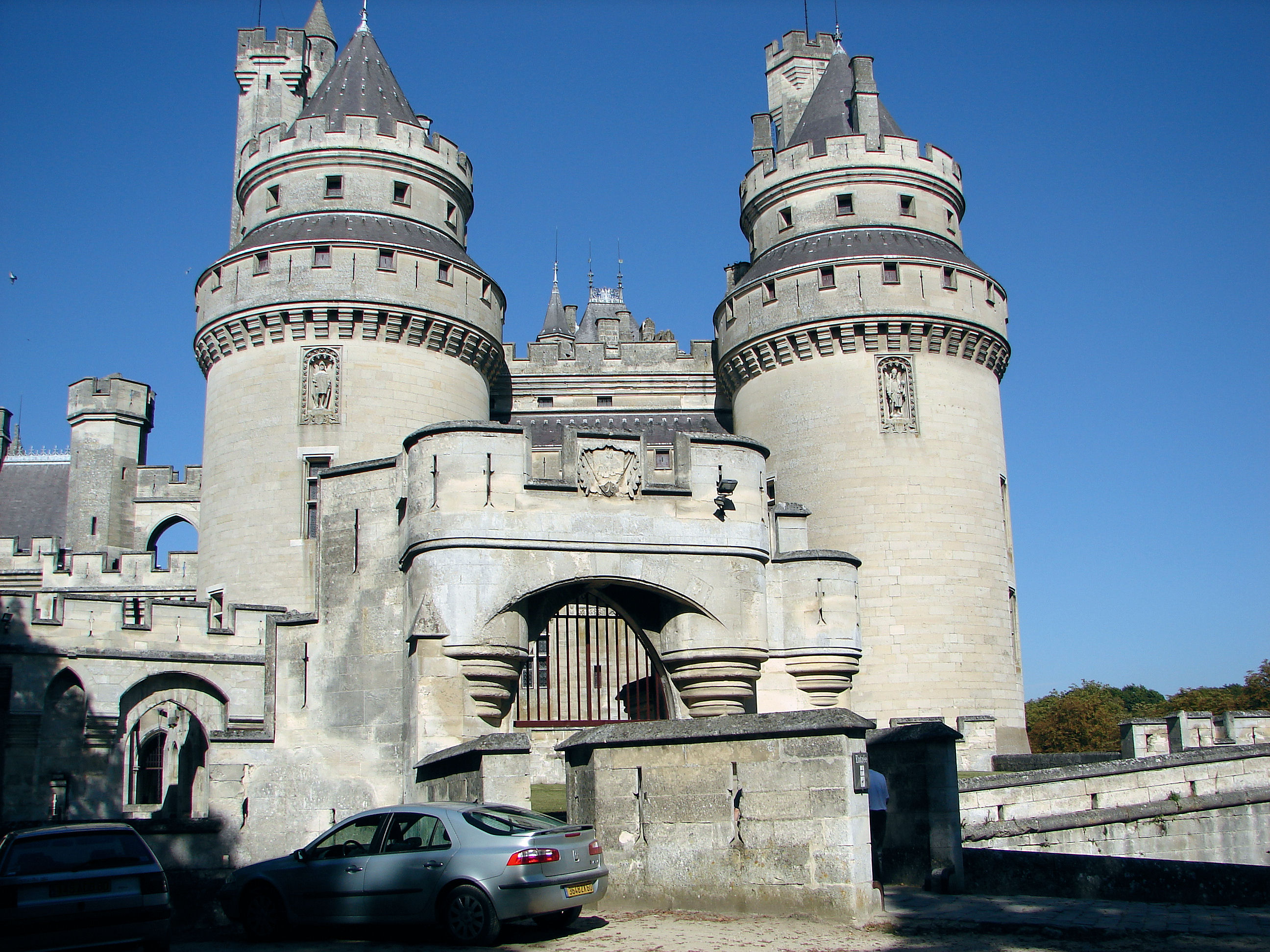
Portvalvet mellan yttre och inre borggård
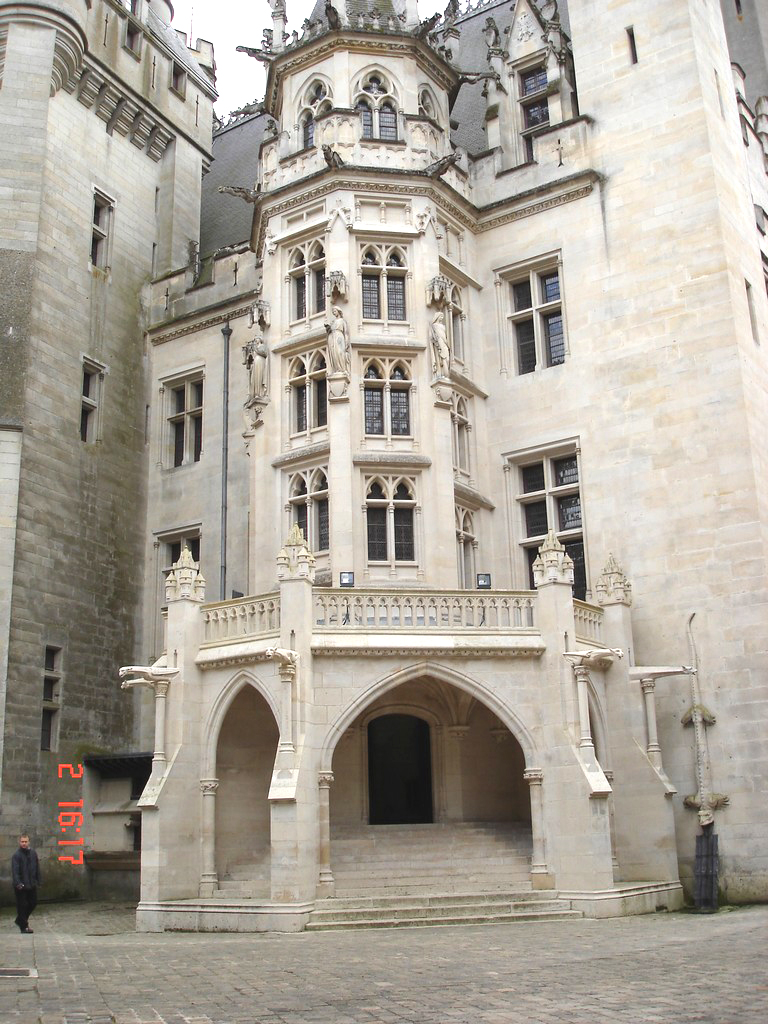
Ingången till bostadsdelen